# 소행성체 목록/2001–3000
이 목록은 번호가 부여된 소행성체의 부분적인 목록으로, 2001번째 소행성체부터 3000번째까지의 목록이다. 전체 목록 모음은 소행성체 목록 문서에 있다.

| 근지구 천체      | 내부 소행성대 | 외부 소행성대 | 센타우루스군     |
| 화성 횡단 소행성 | 중앙 소행성대 | 목성 트로이군 | 해왕성 바깥 천체 |

| 소행성체 목록 | 소행성체 목록 | 소행성체 목록 |
| ------------- | ------------- | ------------- |
| 1001–2000     | 2001–3000     | 3001–4000     |